# Bourges (rivière)
Pour les articles homonymes, voir Bourges.
La Bourges est une rivière du département de l'Ardèche, affluent de la Fontaulière, sous-affluent en rive gauche de l'Ardèche, dans le bassin du Rhône.

## Géographie
Elle prend sa source à quelque 1 350 mètres d'altitude, sur la commune de Lachamp-Raphaël, et traverse Péreyres et Burzet avant de rejoindre la Fontolière en rive gauche à Saint-Pierre-de-Colombier, après 19,4 kilomètres de parcours. 
À Péreyres, la Bourges forme la cascade du Ray-Pic, une chute d'eau de 30 mètres de hauteur.

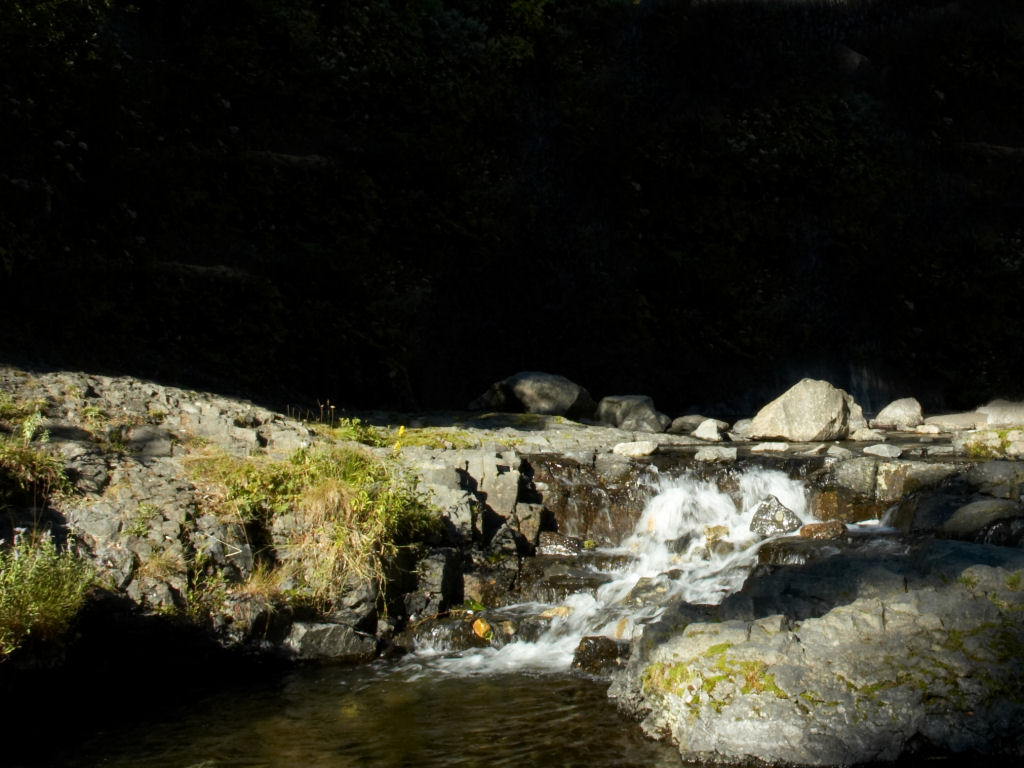
Sortie du bassin de la cascade du Ray-Pic.
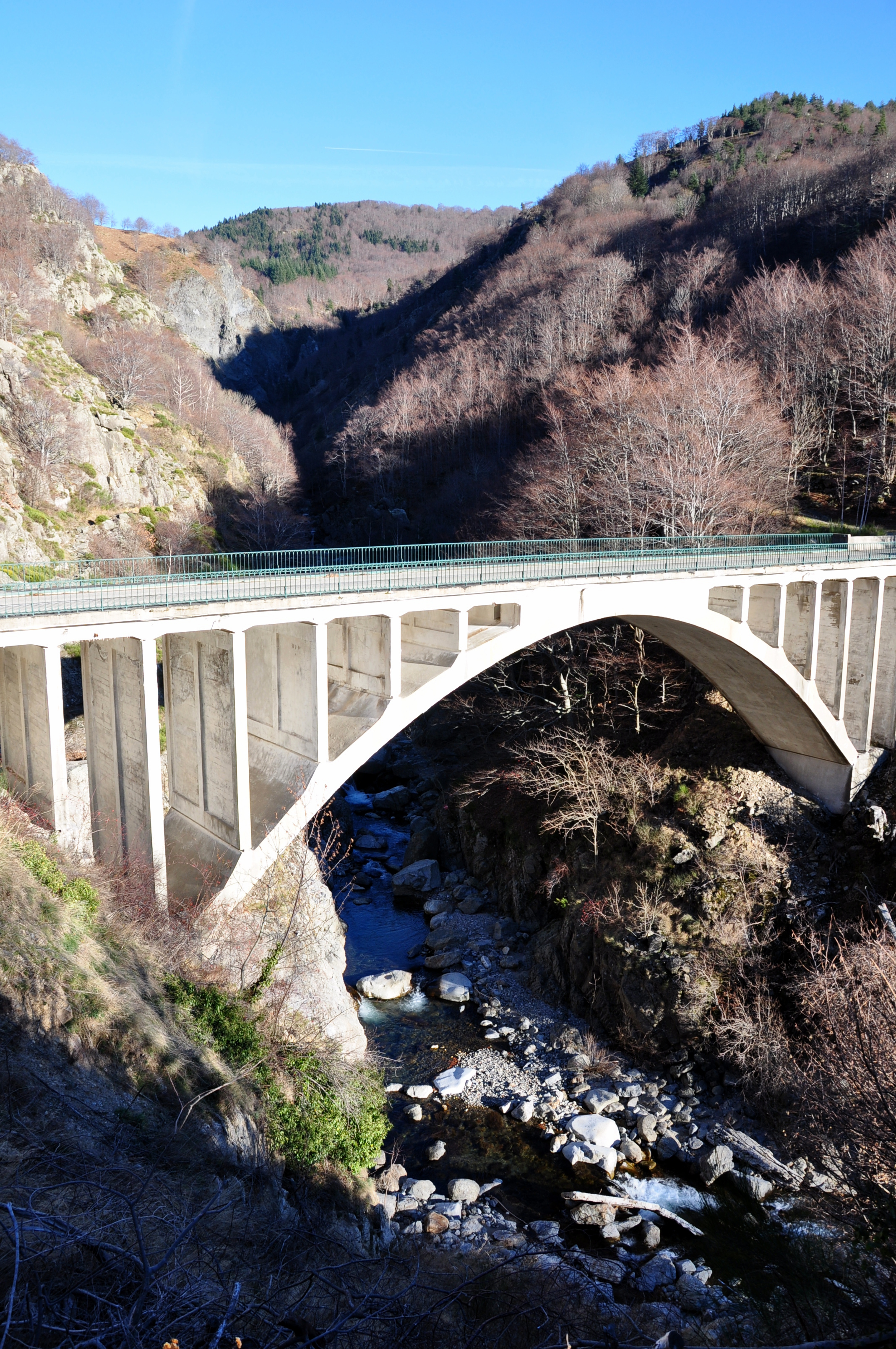
Pont sur la Bourges à Péreyres.

### Communes et cantons traversés
Dans le seul département de l'Ardèche, la Bourges traverse les quatre communes suivantes, de l'amont vers l'aval, de Lachamp-Raphaël (source), Pereyres, Burzet, Saint-Pierre-de-Colombier (confluence).
Soit en termes de cantons, la Bourges prend source dans le canton d'Antraigues-sur-Volane et conflue dans le canton de Burzet, le tout dans l'arrondissement de Largentière.

## Affluents
La Bourges a vingt-trois affluents référencés dont cinq ont des affluents.
- le ruisseau de Pas de Fer, avec deux affluents
- le ruisseau de l'Ufernet avec un affluent.
- le ruisseau du Bouchet avec un affluent
- le ruisseau de la Ribeyre avec deux affluents
- le ruisseau de Faulong avec un affluent.

Le rang de Strahler est donc de trois.